# Mitologia albanese
Il folclore albanese (in albanese: Besimet folklorike shqiptare) comprende le credenze espresse nelle consuetudini, rituali, miti, leggende e racconti degli Albanesi. Gli elementi della mitologia albanese sono di origine paleo-balcanica e quasi tutti sono pagani.

Si è evoluto nel corso dei secoli in una cultura e società tribale. I racconti e le leggende popolari albanesi sono stati trasmessi oralmente attraverso le generazioni e sono ancora molto vivi nelle regioni montuose dell'Albania, del Kosovo, del Montenegro meridionale, nelle aree occidentali della Macedonia del Nord, tra le storiche comunità albanesi dell'Italia (gli Arbëreshë) e della Grecia (gli Arvaniti).
Nella mitologia albanese, i fenomeni, gli elementi e gli oggetti sono attribuiti a esseri soprannaturali. Le divinità in origine non erano persone, ma personificazioni della natura, Animismo. Il più antico culto attestato degli albanesi è il culto del Sole e della Luna. Nelle credenze popolari albanesi, la Terra è oggetto di un culto speciale, e un ruolo importante è svolto dal Fuoco, considerato un elemento vivo, sacro o divino utilizzato per i rituali, offerte sacrificali e purificazione. Il culto del fuoco è associato al culto del sole, al "Vatër (culto del focolare) e al culto della fertilità. Besa è una pratica comune nella cultura albanese, consistente in un giuramento sul Sole, la Luna, il cielo, la terra, il fuoco, la pietra, la montagna, l'acqua e sul serpente, che sono tutti considerati sacri. Il culto del Sole e della Luna compare anche nelle leggende e nell'arte popolare albanese.
I miti e le leggende albanesi sono organizzati intorno alla dicotomia di bene e male, la cui rappresentazione più famosa è la leggendaria battaglia tra Drangue e Kulshedra,un conflitto che simboleggia il ritorno ciclico nel mondo acquatico e ctonio della morte, realizzando la cosmica rinascita. I tessitori del Fato, ora o fatí, controllano l'ordine dell'universo e ne fanno rispettare le leggi.
Un motivo molto comune nella narrativa popolare albanese è la metamorfosi: gli uomini si trasformano in cervi, lupi, gufi; mentre le donne si trasformano in ermellini, cuculi, tartarughe. Tra i corpi principali della poesia popolare albanese vi sono i Kângë Kreshnikësh ("Canti degli eroi"), il tradizionale ciclo di epica albanese, basata sul culto leggendario del eroe.

## Origine
L'antica religione illirica è considerata una delle fonti da cui si sono evoluti la leggenda e il folklore albanese,che riflette una serie di parallelismi con le antiche greca e romana.La mitologia albanese mostra anche somiglianze con le vicine tradizioni indoeuropee, come l'epica orale con i racconti popolari dei greci, dell'India classica, dell'Inghilterra medievale, della Germania medievale e degli slavi del sud.
Anche il folclore albanese mantenne la tipica tradizione indoeuropea delle divinità situate sulle montagne più alte e inaccessibili come il monte Tomorr, divinità del cielo, del fulmine, del tempo e del fuoco sono Zojz, Perëndi, Shurdh, Verbt, En, Vatër, Nëna e Vatrës, la leggenda della "Figlia del Sole e della Luna" (Bija e Hanës e Diellit)
la "mitologia dell'uccisione di serpenti" e "fuoco nell'acqua" miti (Drangue e Kulshedra), i Fate e Fato dee (Zana, Ora, Fatí, Mira)e la guardia delle porte degli inferi (il cane a tre teste che non dorme mai).

## Culto
Le divinità all'interno di questo culto sono quasi sempre pagane e comprendono creature utilizzate molto spesso come personaggi fantasy, come le due oreadi (Nuset e Malit), tradotte alla lettera "le ninfe delle montagne", il lupo mannaro Karkanxhol e il lupo mannaro Kacilmic, l'orco Gogol, l'idra Kuçedër, la chimera Lubi, le silfidi come Shtojzavalle, le fate (Zanë), gli imponenti giganti (Baloz, Katallâ) e gli gnomi come Thopç.
All'interno di questa mitologia sono presenti molteplici metamorfosi a seconda del sesso, ad esempio l'uomo si trasforma in cervo, in orso, in gufo, tutte figure che esaltano gli aspetti positivi del maschio, l'orso è simbolo di forza ed imponenza, il cervo è simbolo di importanza e il gufo è simbolo di saggezza.
D'altra parte la donna si tramuta in donnola, in cuculo, in tortora, tutte figure che al contrario del maschio servono ad esaltare per lo più la femmina come una creatura delicata, esile e fragile, e che quindi è alla ricerca di un uomo forte che la protegga. 
Come gli uomini anche le divinità si possono trasformare in animali come il vitore, una specie di serpente mitologico, ma al contrario degli esseri umani possono diventare anche esseri umani, per lo più donne come Nana e Votrës, le madri del focolare. 
S'immolano animali, anche se in passato venivano sacrificate anche le donne, si praticano anche incantesimi per lo più per rendere impotente una specifica persona, a volte le donne lo facevano per diventare più potenti dell'uomo.
La mitologia albanese è una mitologia rituale a comprovare ciò ci sono canti di esorcismi e danze per provocare la pioggia, oltre ai canti o alle danze magiche sono presenti anche oggetti folcloristici come gli specchi, amuleti e anelli, inoltre si crede nel malocchio anche detto syni i keq, nei sogni premonitori, nel potere delle pietre magiche e delle erbe curatrici.
Gli antichi credevano che fosse giusto lanciare pietre contro la luna in eclissi, per spaventare i lupi che la stavano assalendo.